# Pseudallescheria shearii
Pseudallescheria shearii är en svampart som beskrevs av Negroni & I. Fisch. 1944. Pseudallescheria shearii ingår i släktet Pseudallescheria och familjen Microascaceae.   Inga underarter finns listade i Catalogue of Life.